# Saint-Pierre-lès-Elbeuf
Saint-Pierre-lès-Elbeuf är en kommun i departementet Seine-Maritime i regionen Normandie i norra Frankrike. Kommunen ligger i kantonen Caudebec-lès-Elbeuf som tillhör arrondissementet Rouen. År 2022 hade Saint-Pierre-lès-Elbeuf 8 295 invånare.

## Befolkningsutveckling
Antalet invånare i kommunen Saint-Pierre-lès-Elbeuf
| Referens: INSEE |